# Belotus maculithorax
Belotus maculithorax là một loài bọ cánh cứng trong họ Cantharidae. Loài này được Brancucci miêu tả khoa học năm 1979.